# Kyszyk
Kyszyk (ros. Кышик) – wieś w Rosji, w Chanty-Mansyjskim Okręgu Autonomicznym, w rejonie chanty-mansyjskim. W 2010 liczyła 809 mieszkańców.